# ときめき未来系
「ときめき未来系」（ときめきみらいけい）は、1988年3月21日に発売された上田浩恵の通算5枚目のシングル。「風の少年」（かぜのしょうねん）をカップリング曲に収録している。

## 解説
プロデュースは、崎谷健次郎。
レコードジャケットは、白色の背景に右手で頬杖をつく笑顔の上田が映し出されている。CDシングルもほぼ同仕様。
メジャーレーベルからの発表としては、最後のシングルとなっている。

## 参加ミュージシャン
1. ときめき未来系
  - フジテレビ系報道番組・FNNキャンペーン・ソングとして起用。
  - コンピュータ・プログラミング、キーボード：崎谷健次郎。
  - エレクトリック・ギター：渡辺格。
  - コーラス：崎谷健次郎・上田浩恵。
  - アルバム未収録曲。
2. 風の少年
  - コンピュータ・プログラミング、キーボード：崎谷健次郎。
  - コーラス：上田浩恵。
  - アルバム未収録曲。

## 収録曲
両曲作詞：夏目純　作曲・編曲：崎谷健次郎
1. ときめき未来系
2. 風の少年